# المنصورة (طبريا)
المنصورة كانت قرية فلسطينية في قضاء طبريا. وقد هُجر سكانها في 10 مايو 1948 خلال حرب التطهير العرقي لفلسطين 1947–48. وكانت تقع على بعد 16 كيلومترًأ شمال غرب طبريا.

## القرية قبل الإحتلال
قامت القرية على السفوح الجنوبية من جبل حزور على ارتفاع 250 و300 م عن سطح البحر، ويجري وادي سلامة إلى غربها. بلغت مساحة أراضي القرية 55,583 دونما تداخلت مع أراضي قرى ياقوق وغوير أبو شوشة وخربة الوعرة السوداء وعيلبون والرامة والشونة. بلغ عدد سكانها عام 1945 بنحو 2,140 نسمة.
قام السكان بعمل مدرجات زراعية على السفوح الجبلية لمنع إنجراف التربة وتبعًا بُنيت بيوتها الحجرية والطينية والخشبية على هذا التدرج؛ عَمِل السكان في الزراعة وبلغت مساحة الأراضي المزروعة بالزيتون 7,752 دونما، وبذا كانت ثالث قرى فلسطين في إنتاجه.

## إحتلال القرية
احتُلت قرى هذه المنطقة ضمن عملية حيرام العسكرية في ما بين أيار 1948 وتشرين ثاني في معظمها، والأرجح أن المنصورة لم تشذّ عن ذلك؛ ومن الجائز أن تكون القرية قد سقطت في عملية ديكل على الجليل الأدنى أو نتيجة هجوم شنته الهاغاناه. إن الفظائع التي ارتكبت خلال عملية حيرام أحرجت بوضوح الجيش الإسرائيلي والمسؤولين الإسرائيليين عندما أُجبروا للرد على اتهامات العرب والأمم المتحدة الموجهة اليهم في مختلف الاجتماعات. وقد كان الرد الإسرائيلي الرسمي هو إنكار واضح لهذه الاتهامات.

## وصلات خارجية
- المنصورة ترحب بكم